# Darrell Brown
Darrell Keith Brown (Eureka, 14 marzo 1923 – San Mateo, 7 ottobre 1990) è stato un cestista statunitense, professionista nella BAA.

## Carriera
Dopo la carriera universitaria alla Humboldt State University è stato selezionato nel Draft BAA 1948 dai Baltimore Bullets, con cui ha disputato 3 partite nel 1948-49 segnando 4 punti.